# EHF Champions League mannen 2018/19
De EHF Champions League 2018-19 is de 59ste editie van de EHF Champions League. De competitie begon op 13 september 2018 met de eerste wedstrijden in de groepsfase en eindigde met de finale op 2 juni 2019 in het Lanxess Arena in Keulen, Duitsland.

## Deelnemers
In totaal hebben 34 clubs uit 23 landen zich gekwalificeerd of hebben ze een uitnodiging aangevraagd

### Rechtstreeks gekwalificeerd
De eerste negen landen van de EHF-coëfficiëntenranglijst 2018/19 ontvangen een Champions League ticket. Bovendien krijgt Denemarken een extra plaats (Zie EC in onderstaande tabel) vanwege haar resultaten in de EHF Cup over de drie voorgaande jaren. De volgende teams zijn rechtstreeks gekwalificeerd voor de Champions League:
| Rang | Land        | Team                   | Rangschikking competitie    | Besluit    |
| ---- | ----------- | ---------------------- | --------------------------- | ---------- |
| 1    | Duitsland   | SG Flensburg-Handewitt | Kampioen van Duitsland      | Hoge poule |
| 1    | Duitsland   | Rhein-Neckar Löwen     | Vice-kampioen van Duitsland | Hoge poule |
| 2    | Spanje      | Barcelona Lassa        | Kampioen van Spanje         | Hoge poule |
| 2    | Spanje      | Abanca Ademar Leon     | Vice-kampioen van Spanje    | Lage poule |
| 3    | Hongarije   | MOL-Pick Szeged        | Kampioen van Hongarije      | Hoge poule |
| 4    | Frankrijk   | Paris Saint-Germain    | Kampioen van Frankrijk      | Hoge poule |
| 5    | Polen       | PGE Vive Kielce        | Kampioen van Polen          | Hoge poule |
| 6    | Denemarken  | Skjern Handbold        | Kampioen van Denemarken     | Hoge poule |
| 7    | Macedonië   | Vardar                 | Kampioen van Macedonië      | Hoge poule |
| 8    | Kroatië     | PPD Zagreb             | Kampioen van Kroatië        | Hoge poule |
| 9    | Portugal    | Sporting CP            | Kampioen van Portugal       | Lage poule |
| 10   | Slovenië    | Celje                  | Kampioen van Slovenië       | Hoge poule |
| 11   | Roemenië    | Dinamo Boekarest       | Kampioen van Roemenië       | Lage poule |
| 12   | Wit-Rusland | Meshkov Brest          | Kampioen van Wit-Rusland    | Hoge poule |
| 13   | Zwitserland | Wacker Thun            | Kampioen van Zwitserland    | Lage poule |
| 14   | Oekraïne    | Motor                  | Kampioen van Oekraïne       | Hoge poule |
| 15   | Zweden      | IFK Kristianstad       | Kampioen van Zweden         | Hoge poule |
| 16   | Noorwegen   | Elverum Handball       | Kampioen van Noorwegen      | Lage poule |
| 17   | Rusland     | Medvedi Tsjechov       | Kampioen van Rusland        | Lage poule |
| 22   | Slowakije   | HT Tatran Prešov       | Kampioen van Slowakije      | Lage poule |
| 23   | Turkije     | Beşiktaş JK            | Kampioen van Turkije        | Lage poule |
| 24   | Finland     | Riihimäen Cocks        | Kampioen van Finland        | Lage poule |

De kampioenen van Nederland (Aalsmeer), Servië (Vojvodina Novi Sad), IJsland (ÍB Vestmannaeyja) van Tsjechië ( HC Dukla Praag ), Israël (Hapoël Rishon LeZion), België (Achilles Bocholt) en Oostenrijk (Fivers Margareten) hebben hun zijn plek in de EHF Champions League opgegeven.

### Wildcards
| Rang | Land        | Team                  | Rangschikking competitie                   | Besluit                               |
| ---- | ----------- | --------------------- | ------------------------------------------ | ------------------------------------- |
| 1    | Duitsland   | Füchse Berlin         | Nummer 3 van de Duitse competitie          | Afgewezen, teruggezet naar de EHF Cup |
| 3    | Hongarije   | Telekom Veszprém      | Vice-kampioen van Hongarije                | Hoge poule                            |
| 4    | Frankrijk   | Montpellier Handbal   | Vice-kampioen van Frankrijk en titelhouder | Hoge poule                            |
| 4    | Frankrijk   | HBC Nantes            | Nummer 3 van Frankrijk en finalist in 2018 | Hoge poule                            |
| 5    | Polen       | Orlen Wisła Płock     | Vice-kampioen van Polen                    | Lage poule                            |
| 6    | Denemarken  | Bjerringbro-Silkeborg | Vice-kampioen van Denemarken               | Lage poule                            |
| 7    | Macedonië   | Metalurg              | Vice-kampioen van Macedonië                | Lage poule                            |
| 10   | Slovenië    | Gorenje Velenje       | Nummer 3 van de Sloveense competitie       | Afgewezen, teruggezet naar de EHF Cup |
| 12   | Wit-Rusland | SKA Minsk             | Vice-kampioen van Wit-Rusland              | Afgewezen, teruggezet naar de EHF Cup |
| 18   | Nederland   | OCI-LIONS             | Vice-kampioen van Nederland                | Afgewezen, teruggezet naar de EHF Cup |
| 25   | Israël      | Maccabi Rishon LeZion | Nummer 3 van de Israëlische competitie     | Afgewezen, teruggezet naar de EHF Cup |
| 27   | Oostenrijk  | Alpla HC Hard         | Vice-kampioen van Oostenrijk               | Afgewezen, teruggezet naar de EHF Cup |

In tegenstelling tot voorgaande seizoenen is er geen kwalificatietoernooi aangezien de 28 beschikbare plaatsen allemaal zijn toegewezen  .
We kunnen ook opmerken dat Frankrijk het enige land is met drie vertegenwoordigers - wat meer in de hoge poule zit - terwijl de eerste twee in de 2017-ranglijst van de EHF-coëfficiënt , Duitsland en Spanje, slechts twee gekwalificeerde clubs hebben.

## Speeldagen
|           | Groepsfase                | Groepsfase                | Knock-out fase       | Knock-out fase     | Knock-out fase       | FINAL4      | FINAL4      |
| Poule A/B | Poule C/D                 | Play-off                  | 1/8 finale           | 1/4 finale         | 1/2 finale           | finale      |             |
| --------- | ------------------------- | ------------------------- | -------------------- | ------------------ | -------------------- | ----------- | ----------- |
| Datums    | 12 sept. '18 - 3 mrt. '19 | 12 sept. '18 - 2 dec. '19 | 20 feb.- 3 mrt. 2019 | 20 - 31 maart 2019 | 24 apr. - 5 mei 2019 | 1 juni 2019 | 2 juni 2019 |
| Loting    | 29 juni 2018              | 29 juni 2018              | Geen loting          | Geen loting        | Geen loting          | 7 mei 2019  | 7 mei 2019  |

## Groepsfase
De loting voor de groepsfase vond plaats op 29 juni 2018 in Wenen, Oostenrijk.
- De winnaars van groepen A en B plaatsen zich voor de kwartfinales, de nummers 2 t/m 6 voor de laatste 16
- De top 2 van de Groepen C en D plaatsen zich voor de play-offs.

### Groep A
| Pos | Team                 | Wed | W  | G | V  | Ptn | DV  | DT  | +/− | Kwalificatie |       | BAR   | VES   | VAR   | KIE   | RNL   | BRE   | MON   | KRI   |
| --- | -------------------- | --- | -- | - | -- | --- | --- | --- | --- | ------------ | ----- | ----- | ----- | ----- | ----- | ----- | ----- | ----- | ----- |
| 1   | Barcelona Lassa      | 14  | 12 | 0 | 2  | 24  | 486 | 391 | +95 | Kwartfinales |       |       | 31–28 | 34–26 | 31–27 | 30–25 | 41–32 | 35–27 | 43–26 |
| 2   | Telekom Veszprém     | 14  | 10 | 0 | 4  | 20  | 410 | 382 | +28 | Laatste 16   |       | 29–26 |       | 24–27 | 29–27 | 28–29 | 28–20 | 25–19 | 36–27 |
| 3   | RK Vardar            | 14  | 9  | 1 | 4  | 19  | 406 | 390 | +16 | Laatste 16   |       | 26–30 | 27–29 |       | 28–27 | 29–27 | 30–23 | 33–27 | 33–25 |
| 4   | Vive Targi Kielce    | 14  | 7  | 0 | 7  | 14  | 439 | 430 | +9  | Laatste 16   |       | 36–42 | 35–36 | 31–27 |       | 35–32 | 33–31 | 27–28 | 33–31 |
| 5   | Rhein-Neckar Löwen   | 14  | 7  | 0 | 7  | 14  | 418 | 410 | +8  | Laatste 16   |       | 35–34 | 25–29 | 27–30 | 30–29 |       | 33–27 | 37–27 | 36–27 |
| 6   | Meshkov Brest        | 14  | 4  | 1 | 9  | 9   | 379 | 419 | −40 | Laatste 16   |       | 21–29 | 28–29 | 31–31 | 26–35 | 27–24 |       | 26–23 | 32–23 |
| 7   | Montpellier Handball | 14  | 3  | 1 | 10 | 7   | 377 | 414 | −37 |              |       | 28–36 | 29–30 | 24–27 | 26–29 | 31–26 | 29–23 |       | 30–31 |
| 8   | IFK Kristianstad     | 14  | 2  | 1 | 11 | 5   | 396 | 475 | −79 |              | 25–44 | 32–29 | 30–31 | 33–34 | 27–32 | 30–32 | 29–29 |       |       |

1. 1 2  Vive Kielce 64–62 Rhein-Neckar Löwen

### Groep B
| Pos | Team                | Wed | W  | G | V  | Ptn | DV  | DT  | +/− | Kwalificatie |       | PAR   | SZE   | FLE   | NAN   | ZAP   | ZAG   | SKJ   | CEL   |
| --- | ------------------- | --- | -- | - | -- | --- | --- | --- | --- | ------------ | ----- | ----- | ----- | ----- | ----- | ----- | ----- | ----- | ----- |
| 1   | Paris Saint-Germain | 14  | 13 | 0 | 1  | 26  | 455 | 385 | +70 | Kwartfinales |       |       | 33–31 | 29–28 | 35–34 | 31–25 | 33–28 | 38–28 | 33–21 |
| 2   | Pick Szeged         | 14  | 9  | 2 | 3  | 20  | 411 | 397 | +14 | Laatste 16   |       | 33–32 |       | 30–28 | 30–28 | 30–29 | 26–26 | 33–33 | 33–24 |
| 3   | Flensburg-Handewitt | 14  | 7  | 1 | 6  | 15  | 378 | 370 | +8  | Laatste 16   |       | 20–27 | 27–25 |       | 29–29 | 31–24 | 29–31 | 26–22 | 27–26 |
| 4   | HBC Nantes          | 14  | 5  | 4 | 5  | 14  | 421 | 408 | +13 | Laatste 16   |       | 31–35 | 29–26 | 31–34 |       | 23–27 | 23–20 | 35–27 | 38–27 |
| 5   | Motor               | 14  | 5  | 1 | 8  | 11  | 389 | 381 | +8  | Laatste 16   |       | 29–35 | 31–32 | 28–26 | 30–30 |       | 35–27 | 33–23 | 36–27 |
| 6   | RK Zagreb           | 14  | 4  | 3 | 7  | 11  | 382 | 420 | −38 | Laatste 16   |       | 21–32 | 23–24 | 21–22 | 27–27 | 27–24 |       | 32–29 | 24–22 |
| 7   | Skjern Håndbold     | 14  | 3  | 2 | 9  | 8   | 398 | 439 | −41 |              |       | 24–26 | 26–29 | 24–31 | 32–34 | 37–33 | 31–31 |       | 35–32 |
| 8   | RK Celje            | 14  | 3  | 1 | 10 | 7   | 380 | 416 | −36 |              | 32–36 | 28–29 | 23–20 | 29–29 | 33–28 | 30–21 | 26–27 |       |       |

1. 1 2  Motor Zaporozhye 59–54 Zagreb

### Groep C
| Pos | Team                  | Wed | W | G | V | Ptn | DV  | DT  | +/− | Kwalificatie |       | BJE   | SPO   | PRE   | MED   | BES   | SKO   |
| --- | --------------------- | --- | - | - | - | --- | --- | --- | --- | ------------ | ----- | ----- | ----- | ----- | ----- | ----- | ----- |
| 1   | Bjerringbro-Silkeborg | 10  | 8 | 0 | 2 | 16  | 323 | 273 | +50 | Playoffs     |       |       | 29–28 | 29–30 | 39–28 | 34–27 | 33–25 |
| 2   | Sporting CP           | 10  | 7 | 0 | 3 | 14  | 304 | 277 | +27 | Playoffs     |       | 32–35 |       | 26–28 | 33–31 | 34–28 | 34–26 |
| 3   | HT Tatran Prešov      | 10  | 7 | 0 | 3 | 14  | 278 | 268 | +10 |              |       | 26–24 | 27–30 |       | 27–28 | 27–23 | 30–24 |
| 4   | Chekhovskiye Medvedi  | 10  | 4 | 0 | 6 | 8   | 280 | 279 | +1  |              | 24–30 | 22–23 | 38–26 |       | 22–24 | 33–25 |       |
| 5   | Beşiktaş              | 10  | 3 | 0 | 7 | 6   | 255 | 289 | −34 |              | 24–37 | 27–33 | 22–28 | 27–30 |       | 23–22 |       |
| 6   | Metalurg Skopje       | 10  | 1 | 0 | 9 | 2   | 246 | 300 | −54 |              | 29–33 | 24–31 | 24–29 | 25–24 | 22–30 |       |       |

1. 1 2  Sporting 56–55 Prešov

### Groep D
| Pos | Team                | Wed | W | G | V | Ptn | DV  | DT  | +/− | Kwalificatie |       | BUC   | PLO   | ELV   | LEO   | RII   | THU   |
| --- | ------------------- | --- | - | - | - | --- | --- | --- | --- | ------------ | ----- | ----- | ----- | ----- | ----- | ----- | ----- |
| 1   | CS Dinamo București | 10  | 7 | 0 | 3 | 14  | 293 | 280 | +13 | Playoffs     |       |       | 24–21 | 26–24 | 35–30 | 24–22 | 35–34 |
| 2   | Wisła Płock         | 10  | 7 | 0 | 3 | 14  | 278 | 250 | +28 | Playoffs     |       | 29–28 |       | 30–28 | 25–23 | 34–18 | 34–24 |
| 3   | Elverum Håndball    | 10  | 6 | 1 | 3 | 13  | 278 | 272 | +6  |              |       | 29–28 | 28–30 |       | 30–25 | 28–27 | 29–28 |
| 4   | CB Ademar León      | 10  | 5 | 2 | 3 | 12  | 252 | 251 | +1  |              | 31–28 | 27–24 | 24–24 |       | 23–20 | 24–21 |       |
| 5   | Riihimäki Cocks     | 10  | 2 | 2 | 6 | 6   | 246 | 269 | −23 |              | 31–32 | 27–26 | 25–28 | 19–19 |       | 31–29 |       |
| 6   | Wacker Thun         | 10  | 0 | 1 | 9 | 1   | 268 | 293 | −25 |              | 29–33 | 23–25 | 29–30 | 25–26 | 26–26 |       |       |

1. 1 2  Dinamo 52–50 Płock

## Playoffs
De top 2 van Groep C en D bepalen welke 2 teams zich plaatsen voor de laatste 16
| Team 1      | Tot.  | Team 2                | 1e wedstr. | 2e wedstr. |
| ----------- | ----- | --------------------- | ---------- | ---------- |
| Sporting    | 59–57 | Dinamo Boekarest      | 32–31      | 27–26      |
| Wisła Płock | 49–46 | Bjerringbro-Silkeborg | 22–26      | 27–20      |

## Eindfase

### Laatste 16
| Team 1             | Tot.  | Team 2              | 1e wedstr. | 2e wedstr. |
| ------------------ | ----- | ------------------- | ---------- | ---------- |
| Sporting           | 57–65 | Telekom Veszprém    | 28–30      | 29–35      |
| Wisła Płock        | 36–45 | Pick Szeged         | 20–22      | 16–23      |
| PPD Zagreb         | 48–59 | RK Vardar           | 18–27      | 30–32      |
| Meshkov Brest      | 48–60 | Flensburg-Handewitt | 28–30      | 20–30      |
| Motor              | 62–67 | PGE Vive Kielce     | 33–33      | 29–34      |
| Rhein-Neckar Löwen | 61–62 | HBC Nantes          | 34–32      | 27–30      |

### Kwartfinales
| Team 1              | Tot.  | Team 2              | 1e wedstr. | 2e wedstr. |
| ------------------- | ----- | ------------------- | ---------- | ---------- |
| HBC Nantes          | 51–61 | Barcelona Lassa     | 25–32      | 26–29      |
| PGE Vive Kielce     | 60–59 | Paris Saint-Germain | 34–24      | 26–35      |
| Flensburg-Handewitt | 47–57 | Telekom Veszprém    | 22–28      | 25–29      |
| RK Vardar           | 56–52 | Pick Szeged         | 31–23      | 25–29      |

## Velux EHF FINAL4
De laatste 4 wedstrijden werden op 1 en 2 juni 2019 gespeeld in de Lanxess Arena in de Duitse stad Keulen. De loting vond plaats op 7 mei 2019.

### Halve finale
| 1 juni 2019 15:15 | Telekom Veszprém | 33–30   | PGE Vive Kielce | Lanxess Arena, Lanxess Arena, Keulen Toeschouwers: 19.250 Scheidsrechters: Nikolov, Nachevski (MKD) |
| 1 juni 2019 15:15 | Nenadić 12       | (13–13) | Dujshebaev 6    | Lanxess Arena, Lanxess Arena, Keulen Toeschouwers: 19.250 Scheidsrechters: Nikolov, Nachevski (MKD) |
| 1 juni 2019 15:15 | 2× 3× 1×         | Verslag | 2×              | Lanxess Arena, Lanxess Arena, Keulen Toeschouwers: 19.250 Scheidsrechters: Nikolov, Nachevski (MKD) |

| 1 juni 2019 18:00 | Barcelona Lassa | 27–29   | RK Vardar     | Lanxess Arena, Keulen Toeschouwers: 19.250 Scheidsrechters: Sondors, Līcis (LAT) |
| 1 juni 2019 18:00 | Gómez 9         | (16–9)  | Krištopāns 10 | Lanxess Arena, Keulen Toeschouwers: 19.250 Scheidsrechters: Sondors, Līcis (LAT) |
| 1 juni 2019 18:00 | 4× 5× 1×        | Verslag | 2× 3×         | Lanxess Arena, Keulen Toeschouwers: 19.250 Scheidsrechters: Sondors, Līcis (LAT) |

### Wedstrijd om 3e/4e plaats
| 2 juni 2019 15:15 | Barcelona Lassa | 40–35   | PGE Vive Kielce | Lanxess Arena, Keulen Toeschouwers: 19.250 Scheidsrechters: Santos, Fonseca (POR) |
| 2 juni 2019 15:15 | Mem 8           | (20–16) | Moryto 10       | Lanxess Arena, Keulen Toeschouwers: 19.250 Scheidsrechters: Santos, Fonseca (POR) |
| 2 juni 2019 15:15 | 9×              | Verslag | 4× 8×           | Lanxess Arena, Keulen Toeschouwers: 19.250 Scheidsrechters: Santos, Fonseca (POR) |

### Finale
| 2 juni 2019 18:00 | RK Vardar  | 27–24   | Telekom Veszprém | Lanxess Arena, Keulen Toeschouwers: 19.250 Scheidsrechters: Geipel, Helbig (GER) |
| 2 juni 2019 18:00 | Ferreira 6 | (16–11) | Mahé 6           | Lanxess Arena, Keulen Toeschouwers: 19.250 Scheidsrechters: Geipel, Helbig (GER) |
| 2 juni 2019 18:00 | 4× 2×      | Verslag | 1× 5×            | Lanxess Arena, Keulen Toeschouwers: 19.250 Scheidsrechters: Geipel, Helbig (GER) |